# Зекавица, Петар
Петар Зекавица (серб. Петар Зекавица; род. 8 октября 1979, Белград, СРС, СФРЮ) — российский актёр театра и кино, режиссёр, продюсер сербского происхождения.

## Биография
Петар Зекавица родился 8 октября 1979 года в столице Социалистической Федеративной Республики Югославии (СФРЮ) — Белграде.
В 1991 году, ещё до войны, семья Петара уехала из Югославии в Россию и осела в Москве. Позже родители вернулись в Белград, а Петар остался в России.
Окончил Гавайский тихоокеанский университет (Hawaii Pacific University (HPU)) в Гонолулу (штат Гавайи, США), обучался под руководством Джеймса Прима. Имеет степень бакалавра искусств, изучал кино и сценическое ремесло у Георгия Васильева и Тамары Альбертини. В 1998 году на экраны Гонолулу вышел его первый фильм «Паяц». После окончания университета переехал жить и работать в Нью-Йорк. Вместе с Джеком Димичем поставил экранизацию Уильяма Шекспира «Ричард III».
В 2002 году вернулся в Россию и запустил музыкальную развлекательную телепередачу «Шерше ля Фан» на канале «Рен-ТВ» вместе с Александром Белановым.
В 2005 году играл в спектакле «Глинка» в постановке Жан-Франка Шаранссоне на сцене Московского академического театра имени Владимира Маяковского.
В 2014 году принимал участие в спектакле «Гроза двенадцатого года. Имени Твоему» режиссёра-постановщика Сергея Глущенко (об Отечественной войне 1812 года) в Московском театре на Таганке, в котором играл главную роль Даниловского П. Г. (в 1808—1815 годах).

### Личная жизнь
Петар Зекавица живёт и работает в Москве. Разведён. Дочь — Софья (род. 2008). Сын — Захар (род. 2014).

## Фильмография

### Актёр
1. 2004 — Дорогая Маша Березина — Даниэль Бергер
2. 2005 — Богиня прайм-тайма — эпизод
3. 2005 — Не родись красивой — Ханс Бергер Крамер, эксперт по закупке модной одежды
4. 2007 — Сваха — Максим, фотограф
5. 2007 — Материнский инстинкт — Дима
6. 2008 — Застава Жилина — начальник концлагеря
7. 2008 — Жизнь, которой не было — Артур
8. 2008 — Частник — Вадим, менеджер
9. 2009 — Город соблазнов — Кирилл, художник
10. 2009 — Русский крест — Клаус, обер-лейтенант, командир немецкого отряда
11. 2009 — Хранитель — Валентин Якушев, секретарь олигарха Киржача
12. 2009 — Застывшие депеши — Кирилл, помощник олигарха Григория Романова
13. 2009 — Круиз — Александр Фролов, сын Катерины, приёмный сын владельца крупного итальянского холдинга Николая Фролова
14. 2010 — На солнечной стороне улицы — Дитер фон Рабенауер, искусствовед, муж Веры Щегловой
15. 2010 — Кремлёвские курсанты — Валентин Васильевич Дорохин, майор, преподаватель Уставов
16. 2010 — ПираМММида — Пётр, американский партнёр Белявского
17. 2010 — Основная версия (серия № 3 «Смерть антиквара») — Венсан Гало
18. 2010 — Я счастливая! — Луи, фотограф
19. 2011 — «Кедр» пронзает небо — Генри Тофтой, полковник
20. 2011 — Контригра — Гюнтер, подручный штурмбанфюрера СС Олафа фон Либенфельса
21. 2011 — All inclusive, или Всё включено — немец
22. 2012 — Матч — Брандт
23. 2012 — С новым годом, мамы! (новелла № 1 «Война мам») — Франсуа, повар
24. 2012 — Судьба Марии — Эдуард
25. 2013 — Роковое наследство — англичанин
26. 2013 — Сталинград — Юргенс
27. 2013 — Всё включено 2 — Махмуд
28. 2013 — Я оставляю вам любовь — Генрих Кляйнхоф, судовой врач, офицер военно-морского флота нацистской Германии
29. 2014 — Переводчик — Франц Заурих, гауптшарфюрер
30. 2014 — Григорий Р. — Освальд Рейнер, агент британской Секретной разведывательной службы (SIS) в России во время Первой мировой войны
31. 2014 — Тайный город 2 — Лазарь
32. 2014 — Две легенды — «Призрак» / Майк Хигинс
33. 2014 — Охотники за головами — Дитц
34. 2014 — Правила охоты. Отступник — Жорж, наёмный убийца
35. 2014 — Расплата — Ингмар
36. 2015 — Весь этот джем (All That Jam) — Роман, любовник Полины
37. 2015 — Духless 2 — Артём, муж Юли
38. 2015 — Фамильные ценности — Роман, психолог
39. 2015 — Не пара — Грабовский
40. 2015 — Дневник свекрови — Отто фон Лемен, журналист из Мюнхена
41. 2015 — По щучьему велению — Павел
42. 2015 — Последний вагон. Весна — напарник Полежаева
43. 2015 — Неподсудные — Мартин Стивенсон
44. 2015 — Паук — Джим, атташе Посольства США в СССР, сопроводитель Майкла Коттэма
45. 2015 — Таинственная страсть — Доминик Трда, чехословацский журналист
46. 2016 — Sпарта — Алексей Петрович Сотников, маркетолог
47. 2016 — Вечный отпуск — Йован, второй помощник капитана
48. 2016 — Призрак на двоих — Денис, муж Веры
49. 2016 — Герой (рабочее название — «Музыка во льду») — Михайленко, барон, полковник Лейб-гвардии конного полка, однополчанин Андрея Долматова
50. 2016 — Ключи — Болоцкий, известный киноактёр
51. 2017 — Охота на дьявола — барон Манфред фон Арденне, немецкий физик и изобретатель
52. 2017 — Аномалия — Павел
53. 2017 — Крылья империи — Алан Смит
54. 2017 — Последний довод — Андрей Орлов (настоящая фамилия — Камышев), врач-психотерапевт[7]
55. 2017 — Детки напрокат — владелец кабриолета
56. 2017 — Отцы — Анджей Копельский («Европеец»), главарь боевиков
57. 2017 — Живой — Константин Сергеевич Лядов, банкир
58. 2017 — Мухтар. Новый след (серия № 65 «Вор поневоле») — Феофанов
59. 2017 — Жги! — Петар, продюсер московского музыкального телешоу талантов «Зажги!»
60. 2018 — За гранью реальности — Алекс, игрок в покер, телепат
61. 2018 — На пороге любви — Август
62. 2018 — Бывшие — Максим Громов, адвокат
63. 2018 — Садовое кольцо — Артём Леонидович Морозов
64. 2018 — Живая мина — Константин Георгиевич Жданов, крупный бизнесмен
65. 2018 — Вокально–криминальный ансамбль — Сэм Хоквилл, британский рок-музыкант
66. 2018 — Случайная невеста — Марк Князев, бизнесмен
67. 2019 — Эбигейл — Рой
68. 2019 — Как выйти замуж. Инструкция — Дмитрий Евгеньевич, преподаватель
69. 2019 — Семь ужинов — Тим, жених-иностранец
70. 2019 — Мёртвое озеро — Надеждин
71. 2019 — Госслужащий / Државни службеник (Сербия) — Готтлиб Дитрих
72. 2019 — Небо измеряется милями — Сергей Сикорский, старший сын авиаконструктора Игоря Сикорского[8][9]
73. 2019 — Союз спасения — Фёдор Ефимович Шварц, полковник, командир лейб-гвардии Семёновского полка Российской императорской гвардии
74. 2020 — Бывшие 3 — Максим Громов, адвокат
75. 2020 — В плену у прошлого (Украина) — Василий, бизнесмен-ресторатор, арендатор Аллы Владимировны, муж Зои, бывший жених Веры
76. 2021 — Русские горки — англичанин, муж Ницы
77. 2022 — Союз Спасения. Время гнева — Фёдор Ефимович Шварц, полковник, командир лейб-гвардии Семёновского полка Российской императорской гвардии
78. 2022 — Бывшие. Happy End — Максим Громов
79. 2023 — Эскортница — Андрей

### Продюсер
1. 2011 — All inclusive, или Всё включено
2. 2013 — Всё включено 2
3. 2014 — Правила охоты. Отступник
4. 2014 — Проект «Золотой глаз» (сопродюсер)
5. 2015 — Правила охоты. Штурм

### Режиссёр
1. 2003 — Правило Алена / Allen’s Rule (короткометражный фильм; автор и режиссёр — Петар Зекавица)

## Награды
- 2004 — приз зрительских симпатий Международного кинофестиваля «Без барьеров» — за короткометражный фильм «Правило Алена» (2003).
- 2004 — медаль за вклад в развитие культуры и науки России «Интеграция 2004» — за короткометражный фильм «Правило Алена» (2003).
- 2013 — приз за лучшую мужскую роль Ульяновского международного кинофестиваля — за роль судового врача Генриха Кляйнхофа в историческом телесериале «Я оставляю вам любовь» (2013) режиссёра Егора Грамматикова.